# Willis García (1970)
Willis Bernardo García García (29 de julio de 1970) es un deportista venezolano que compitió en judo. Ganó una medalla en los Juegos Panamericanos de 1991, y dos medallas en el Campeonato Panamericano de Judo en los años 1990 y 1992.

## Palmarés internacional
| Juegos Panamericanos    | Juegos Panamericanos | Juegos Panamericanos | Juegos Panamericanos |
| Año                     | Lugar                | Medalla              | Categoría            |
| ----------------------- | -------------------- | -------------------- | -------------------- |
| 1991                    | La Habana (Cuba)     | Medalla de bronce    | –56 kg               |
| Campeonato Panamericano |                      |                      |                      |
| Año                     | Lugar                | Medalla              | Categoría            |
| 1990                    | Caracas (Venezuela)  | Medalla de oro       | –56 kg               |
| 1992                    | Hamilton (Canadá)    | Medalla de plata     | –60 kg               |